# Kraiivșciîna, Volodarsk-Volînskîi
Kraiivșciîna (în ucraineană Краївщина) este localitatea de reședință a comunei Kraiivșciîna din raionul Volodarsk-Volînskîi, regiunea Jîtomîr, Ucraina.

## Demografie
Componența lingvistică a localității Kraiivșciîna
     Ucraineană (99,58%)
     Alte limbi (0,42%)
Conform recensământului din 2001, majoritatea populației localității Kraiivșciîna era vorbitoare de ucraineană (99,58%), existând în minoritate și vorbitori de alte limbi.